# Hoisdorf
Hoisdorf (niederdeutsch Hoisdörp) ist eine Gemeinde im Kreis Stormarn in Schleswig-Holstein. Sie besteht aus den Ortsteilen Hoisdorf und Oetjendorf (niederdeutsch Mötendörp).

## Geografie
Hoisdorf liegt bei Großhansdorf im Einzugsbereich von Hamburg, etwa 30 km nordöstlich des Zentrums.

## Geschichte

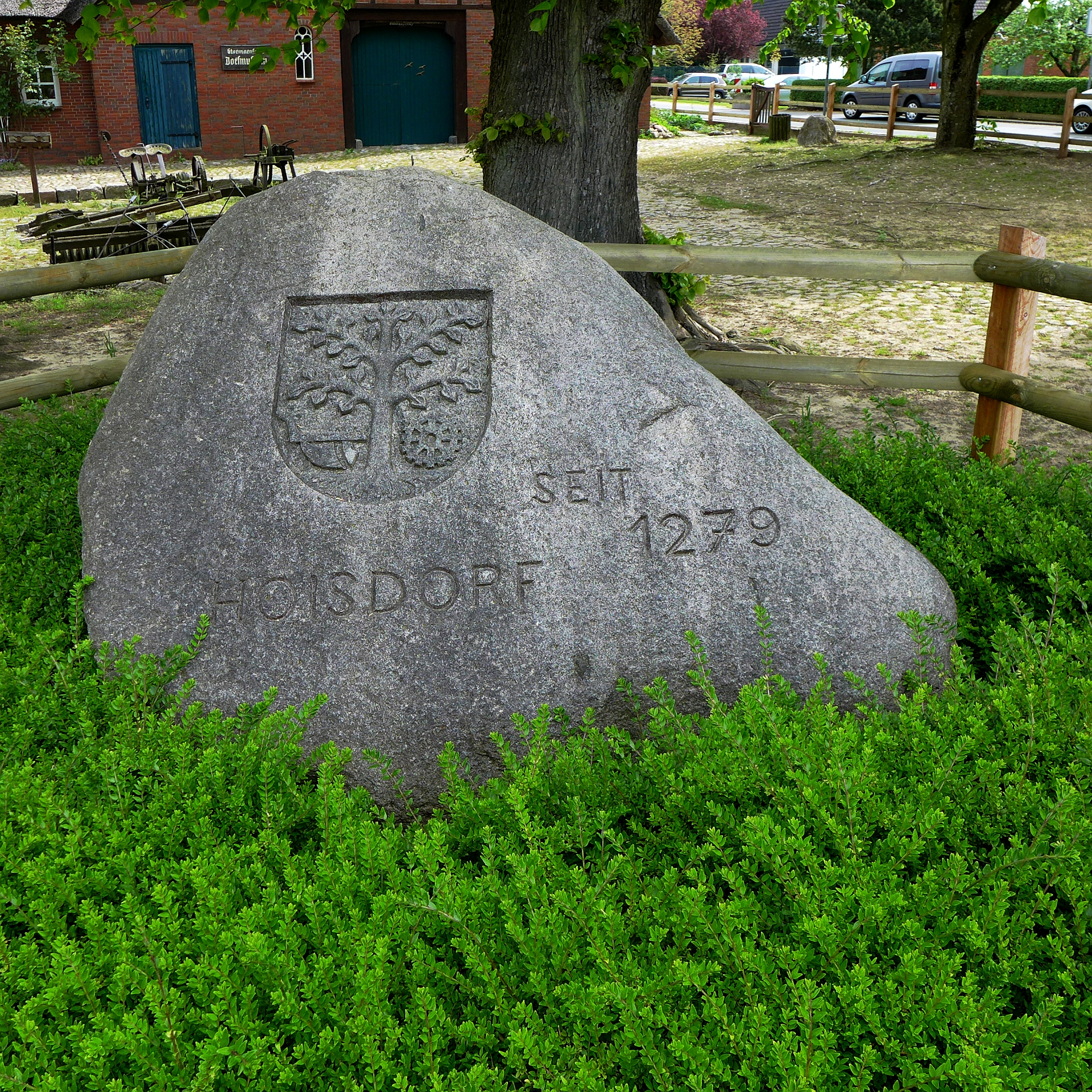
Seit 1279

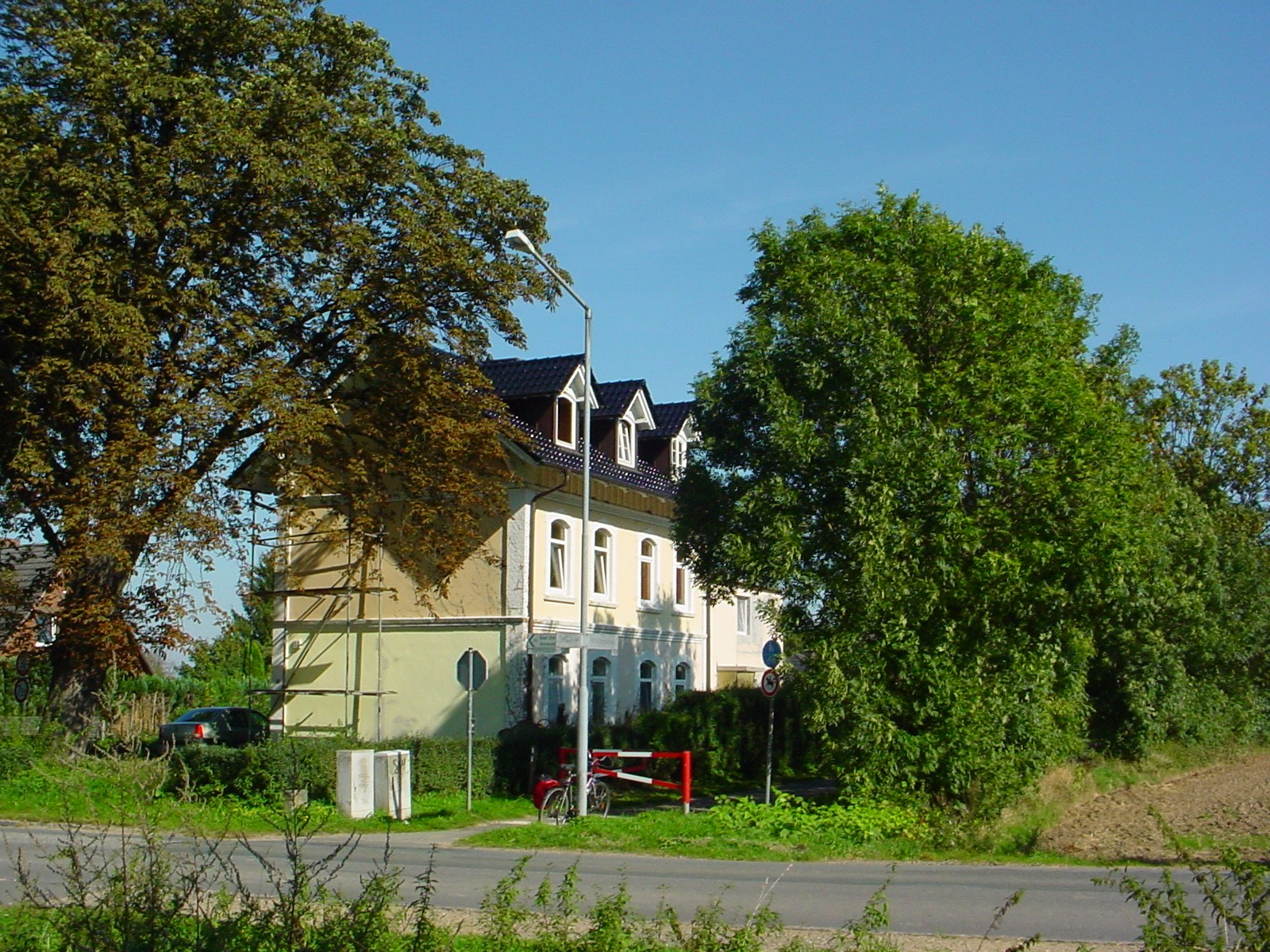
Ehemaliger Bahnhof Hoisdorf

Hoisdorf wurde erstmals 1279 urkundlich erwähnt. Es entstand wahrscheinlich einige Jahrzehnte zuvor als Rodungsdorf.
1339 wurde es an das Hamburger Domkapitel verkauft. Nach der Reformation gelangte der Ort 1576 in den Besitz von Herzog Adolf von Schleswig-Holstein-Gottorf, der es dem landesherrlichen Amt Trittau zuordnete, wo es – wie auch Oetjendorf – zu den 17 so genannten Holzdörfern gehörte.
Mit der 1771 durchgeführten Verkoppelung begann die Geschichte des modernen Hoisdorfs.
1857 wurde eine Schule eingerichtet.
Mit der Annexion von Schleswig-Holstein durch Preußen wurde Hoisdorf in den neuen Kreis Stormarn eingegliedert.
Die Einführung der preußischen Kommunalverfassung 1889 ordnete es dem Amtsbezirk Lütjensee zu.
1895 erfolgte der Anschluss an das Telefonnetz und 1913 erhielt der Ort Elektrizität.
1907 erhielt Hoisdorf einen Bahnhof an der Südstormarnschen Kreisbahn (1952 stillgelegt), was zusammen mit der Endstation der Hamburger U-Bahn in Großhansdorf die Attraktivität des Ortes erhöhte und nach dem Ersten Weltkrieg zu einer Bevölkerungssteigerung führte.
Einen weiteren deutlichen Zuwachs bewirkten die Folgen des Zweiten Weltkriegs: Ausgebombte Hamburger und Heimatvertriebene aus den ehemals deutschen Ostgebieten siedelten sich im Dorf an.
1948 kam Hoisdorf zum Amt Lütjensee, nach dessen Auflösung 1972 zum Amt Siek.

## Eingemeindungen
Am 1. März 1978 wurde Oetjendorf eingemeindet.

## Politik

### Gemeindevertretung
- CDU: 4
- Grüne: 1
- SPD: 2
- FDP: 1
- DGH: 9

Die Gemeindevertretung ist die kommunale Volksvertretung der Gemeinde Hoisdorf. Über die Zusammensetzung entscheiden die Bürger alle fünf Jahre. Die letzte Kommunalwahl fand am 14. Mai 2023 statt. Diese führte bei einer Wahlbeteiligung von 66,8 % zu nebenstehender Zusammensetzung der Gemeindevertretung.

### Bürgermeister
Bürgermeister ist Alexander Franz (DGH).

### Wappen
Blasonierung: „In Gold auf grünem Boden ein golden bewurzelter grüner Lindenbaum, begleitet rechts von dem schwarzen hinteren Teil eines Pfluges mit Pflugeisen und Schar, links von einem schwarzen achtspeichigen Maschinenrad mit sechzehn Zähnen.“

## Kultur und Sehenswürdigkeiten

### Theater  und Museen
In Hoisdorf gibt es das Theater Hoisdorf sowie die Jugendabteilung, das Junge Theater Hoisdorf. Beide sind dem TuS Hoisdorf als Sparte zugeordnet. Jedes Jahr führen beide Theater im Waldreitersaal des benachbarten Ortes Großhansdorf und anderen Theatern ihre Stücke auf.
In Hoisdorf befindet sich seit 1978 das Stormarnsche Dorfmuseum. Es ist in dem historischen Bauernhaus „Am Thie“ eingerichtet, das ursprünglich als Dorfschmiede gebaut worden war. Die präsentierten Objekte bieten einen Einblick in die bäuerliche Kultur, die verschiedenen Handwerke (Schuster, Weber, Imker etc.) und Institutionen (Schule, Feuerwehr etc.) sowie die Ur- und Frühgeschichte. Das Museum wird von ehrenamtlich engagierten Bürgern aus ganz Stormarn betreut, die auch kostenlose Führungen anbieten.

### Grünflächen und Naherholung

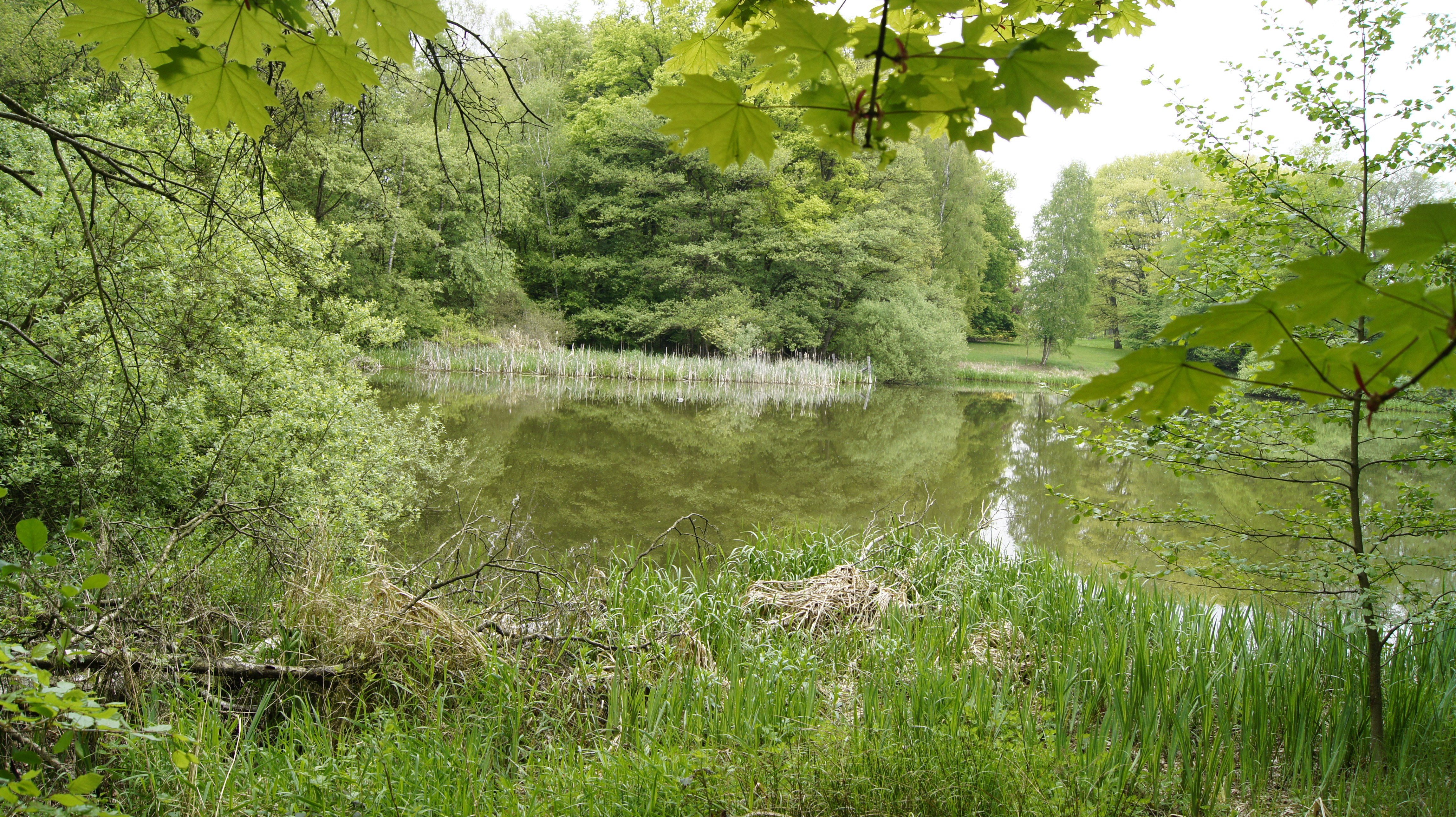
NSG Hoisdorfer Teiche

Das Naturschutzgebiet Hoisdorfer Teiche wurden 1987 unter Schutz gestellt. Es hat rund 30 Hektar Fläche und umfasst sieben stehende Gewässer. Das Gebiet wird vom Verein Jordsand betreut.

### Sport
In den 1990er Jahren spielte der TuS Hoisdorf mehrere Jahre in der Fußball-Regionalliga Nord und im DFB-Pokal.

## Wirtschaft und Infrastruktur
Hoisdorf verfügt über eine eigene Schule, die in ihrer Tradition auf das Jahr 1857 zurückgeht.
Die Fahrbücherei im Kreis Stormarn hält im Drei-Wochen-Rhythmus an neun Haltepunkten in Hoisdorf.
Das Unternehmen BRUSS Sealing Systems GmbH kommt aus Hoisdorf.

## Persönlichkeiten
- Johann Petersen (um 1500 in Hoisdorf; † 1552 in Oldenburg in Holstein), Geistlicher und Chronist